# Belisa Ribeiro
Belisa Ribeiro de Oliveira (Rio de Janeiro, 14 de maio de 1954) é uma jornalista brasileira.  
Começou a carreira no Jornal do Brasil em 1975, e voltou a trabalhar no jornal no início dos anos 2000, como diretora da sucursal de Brasília, período em que também foi titular da coluna Informe JB. Na imprensa escrita, trabalhou ainda no Jornal O Globo, Gazeta Mercantil e revista Época. Na TV, foi comentarista econômica, na TV Globo e pioneira na apresentação de telejornais, no Jornal da Globo. Criou programas de sucesso na Band, como Dia D, em que levou para a TV nomes como Zózimo, Ricardo Boechat, Miriam Leitão e William Waack. No marketing político, foi vitoriosa em diversas campanhas eleitorais, sendo a primeira a de Moreira Franco ao governo do Estado do Rio de Janeiro  (1986), a mais conhecida a de Fernando Collor de Mello à Presidência da República (1989) e a mais recente a de Rose de Freitas ao Senado Federal pelo Espírito Santo (2014). É mãe do músico Gabriel o Pensador e de Tiago Mocotó e tia do escritor Affonso Solano. Em Miguel Pereira, onde era a residência de campo de seu pai, Belisa tem a pousada Yledaré , onde fez um reflorestamento com apoio do SOS Mata Atlântica.

## Biografia
Filha de Affonso Solano Guimarães de Oliveira e Eneida Ribeiro. Casou-se com Miguel Mattoso Contino (1973-1974), com quem teve seu primeiro filho Gabriel. Com o jornalista Tarcísio Baltar, teve seu segundo filho, Tiago. Posteriormente, foi casada com o ator Marcos Paulo (1978-1981). Seu terceiro marido é o empresário Gilson Bittencourt.

## Livros
- Bomba no Riocentro - Codecri, 1981
- Cesar Maia no coração do Brasil - Scriptus, 2007
- Jornal do Brasil História e Memória - Record, 2016